# Stiftskirche Heilig Kreuz (Horb am Neckar)

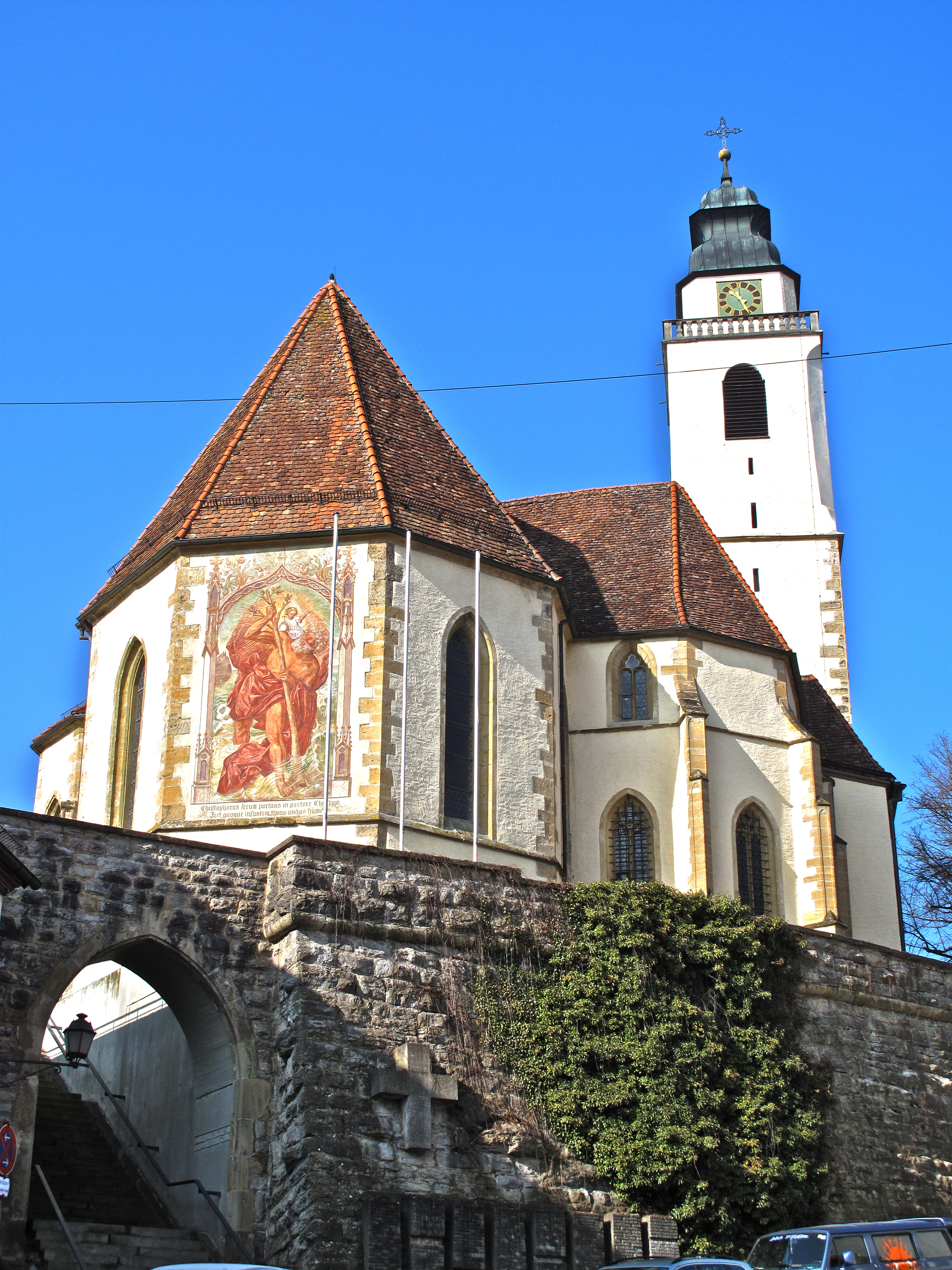
Stiftskirche Heilig Kreuz in Horb

Die römisch-katholische Stiftskirche Heilig Kreuz ist die Stadtpfarrkirche von Horb am Neckar, einer Stadt im Landkreis Freudenstadt in Baden-Württemberg. Das Bauwerk ist beim Landesamt für Denkmalpflege Baden-Württemberg als Baudenkmal eingetragen. Die Kirchengemeinde gehört zum Dekanat Freudenstadt in der Diözese Rottenburg-Stuttgart.

## Beschreibung

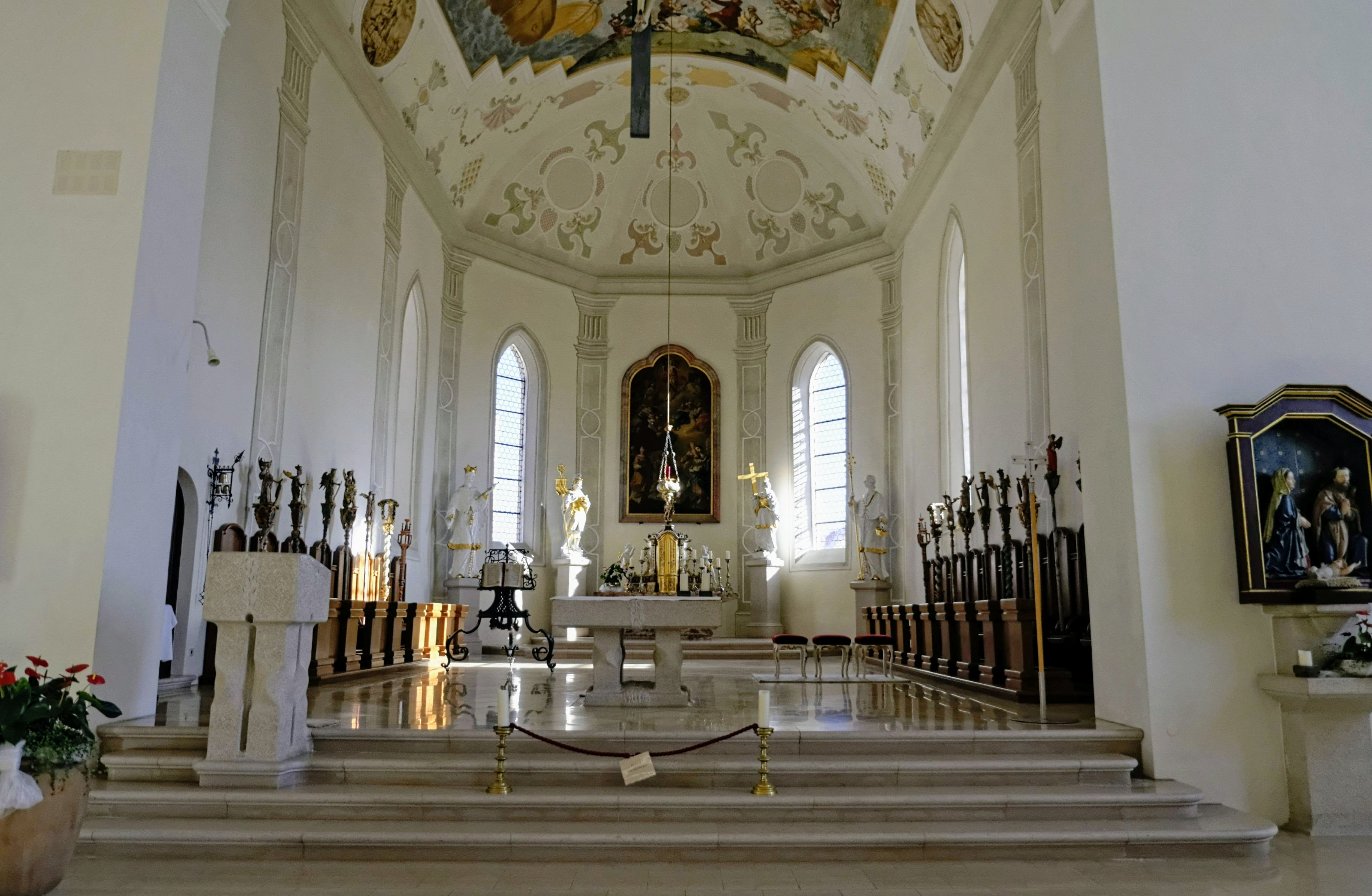
Chor

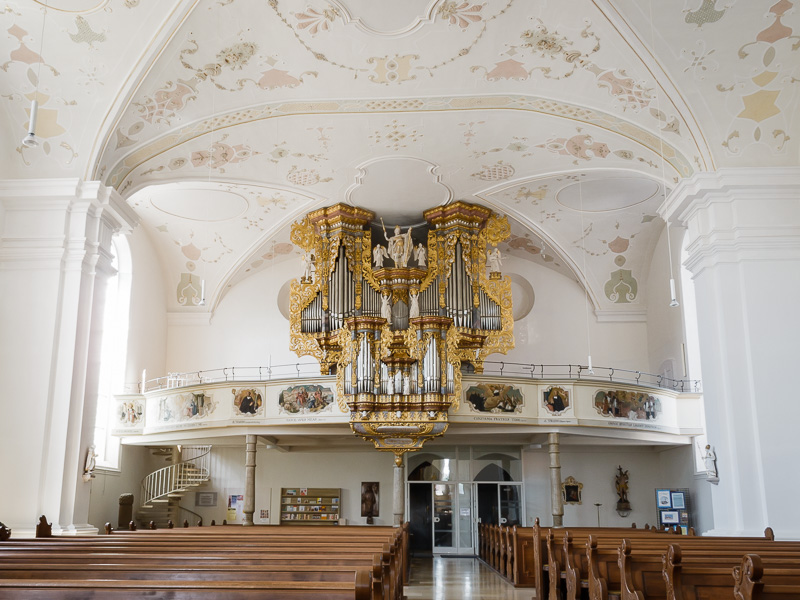
Blick zur Orgel

Die Saalkirche wurde nach dem Stadtbrand von 1725 anstelle einer dreischiffigen Basilika gebaut. Der Innenausbau war um 1762 vollendet. Die Kirche besteht aus einem Langhaus, dem Kirchturm an der Nordwand des Langhauses, einem eingezogenen, dreiseitig geschlossenen Chor im Osten des Langhauses, der Sakristei an seiner Nordwand und einer Kapelle an seiner Südwand, die beide von Strebepfeilern gestützt werden. Auf der Wandmalerei an der Stirnseite des Chors ist Christophorus dargestellt. 
Der Innenraum des Langhauses ist mit einem Kraggewölbe überspannt. Zur Kirchenausstattung gehört ein Hochaltar, dessen Altarretabel 1767 Johann Pfunner gemalt hat.
Die Orgel mit 37 Registern wurde 2016/17 von Tilman Trefz in das Gehäuse der ersten Orgel von Johann Christoph Albrecht (1722) gebaut.